# Distrikt Oyón
Der Distrikt Oyón liegt in der Provinz Oyón in der Region Lima im Westen von Peru. Der Distrikt wurde am 5. Februar 1875 gegründet. Er hat eine Fläche von 874 km². Beim Zensus 2017 lebten 12.150 Einwohner im Distrikt. Im Jahr 1993 lag die Einwohnerzahl bei 10.031, im Jahr 2007 bei 12.812. Die Distriktverwaltung befindet sich in der 3620 m hoch gelegenen Provinzhauptstadt Oyón mit 8334 Einwohnern (Stand 2017).

## Geographische Lage
Der Distrikt Oyón befindet sich in der peruanischen Westkordillere im Osten der Provinz Oyón. Deren Hauptkamm mit der kontinentalen Wasserscheide verläuft entlang der östlichen Distriktgrenze. Der Río Huaura, ein Zufluss des Pazifischen Ozeans, hat sein Quellgebiet in dem Distrikt.
Der Distrikt Oyón grenzt im Südwesten an den Distrikt Pachangara, im Westen an die Distrikte Andajes, Gorgor und Cajatambo (die letzten beiden in der Provinz Cajatambo), im Nordosten an den Distrikt San Miguel de Cauri (Provinz Lauricocha, Region Huánuco), im Osten an den Distrikt Yanahuanca (Provinz Daniel Alcides Carrión, Region Pasco), im Südosten an die Distrikte Simón Bolívar und Huayllay (beide in der Provinz Pasco) sowie im Süden an den Distrikt Santa Leonor (Provinz Huaura).

## Ortschaften
Neben dem Hauptort Oyón befinden sich folgende Ortschaften im Distrikt:
- Mallay (734 Einwohner)
- Nava
- Pampahuay
- Pomamayo
- Quichas (436 Einwohner)
- Rapaz (405 Einwohner)
- Tinta (254 Einwohner)
- Uchuc Chacua (915 Einwohner)
- Ucruschaca
- Viroc